# Zinovi Grjebine
Zinovi Grjebine (en russe : Зиновий Исаевич Гржебин), né en 1877 à Tchouhouïv, gouvernement de Kharkov dans l'Empire russe et mort le 4 février 1929, à Vanves, en France, est un éditeur de Saint-Pétersbourg, qui a apporté une contribution significative au développement de la littérature au siècle d'argent, ainsi qu'à l'édition littéraire au début du XXe siècle en Russie,,.
Grjebine, né d'un père militaire à la retraite, obtient une éducation en matière artistique à l'étranger et s'installe ensuite à Petrograd en 1905, sans revenu ni relation,,. Comme dessinateur caricaturiste, il s'est presque immédiatement engagé professionnellement dans l'édition. Son premier projet réalisé est la création de la revue de satire politique Joupel, pour lequel il a été condamné à un an de prison, mais qui lui a fait acquérir une grande renommée dans les cercles littéraires et l'estime de nombreux partisans. Alors qu'il est toujours détenu, Grjebine lance une nouvelle revue sous le nom de La Poste de l'enfer (1906). Celle-ci est très rapidement censurée et interdite par la censure dans l'Empire russe (en), mais est entrée dans l'histoire de la Russie pour son apport de documents artistiques de valeur,,.

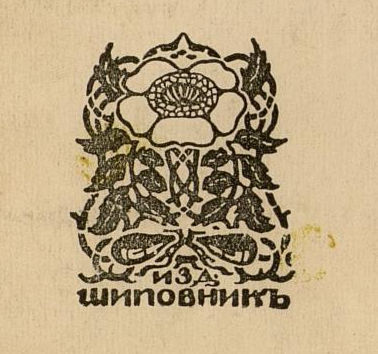
Chipovnik, logo des éditions

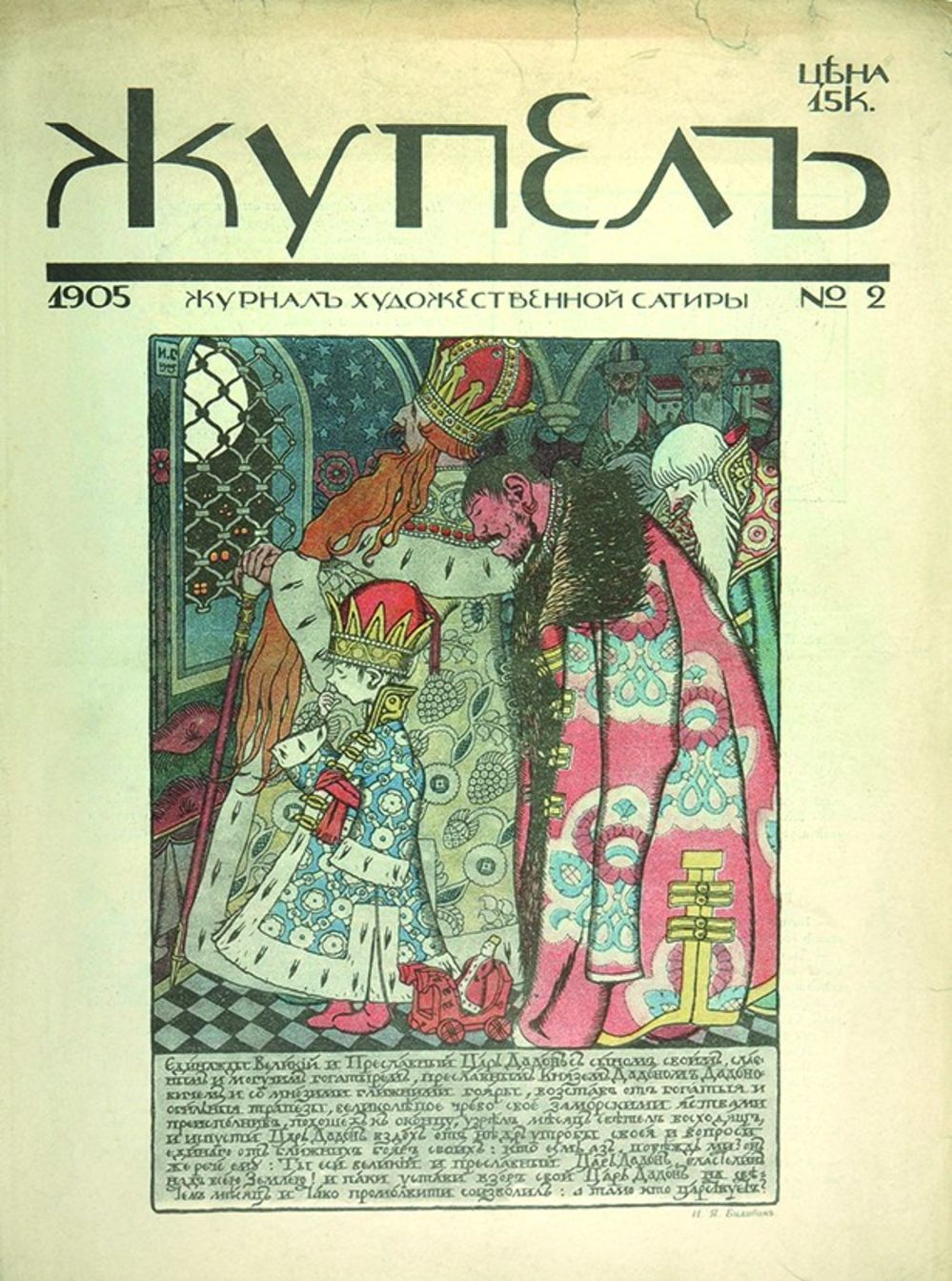
no 1, première revue Joupel, couverture
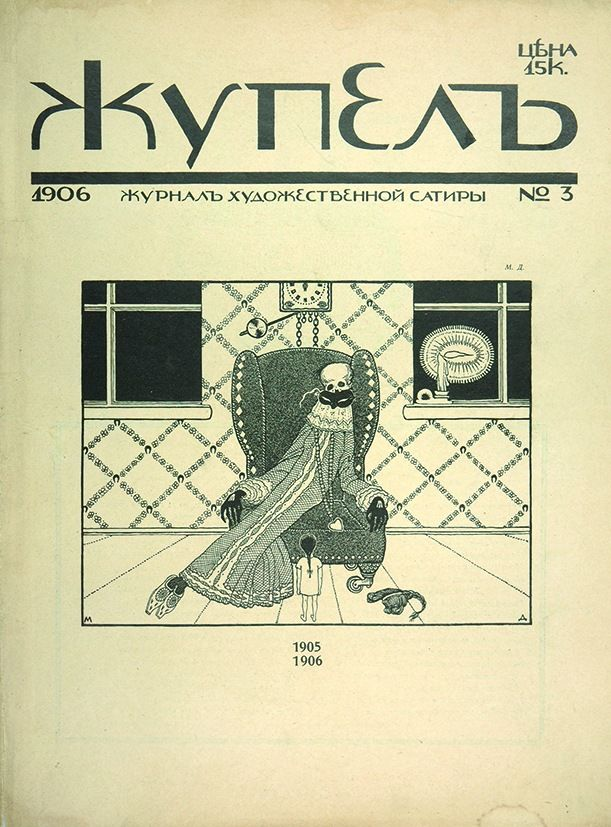
no 2, Joupel, couverture
- no 3, Joupel, couverture

En 1906, il ouvre les éditions Chipovnik (en français, chipovnik signifie églantier), qui deviennent rapidement l'une des plus grandes entreprises indépendantes du marché du livre du pays. Chipovnik publie à la fois de la littérature artistique et scientifique, des traductions, de la prose et de la poésie tant d'auteurs classiques que de jeunes auteurs qui ne sont pas encore connus,,.
Grjebine participe également à l'organisation des maisons d'édition Parous,, Panthéon, Littérature mondiale, Édition Z. Grjebine,,, ainsi qu'au journal Novaïa jizn, La Patrie (en russe : Otietchestvo) et d'autres encore.
Après la révolution russe, il émigre et essaye d'ouvrir sa propre maison d'édition en imprimant des livres en langue russe pour les importer en Russie (RSFSR). Il investit dans ce projet toutes ses économies, mais cette affaire échoue parce que le ministère du commerce extérieur de la RSFSR rompt le contrat et refuse d'acheter les tirages réalisés. Grjebine meurt à Paris en 1929 d'une crise cardiaque,,.

## Biographie

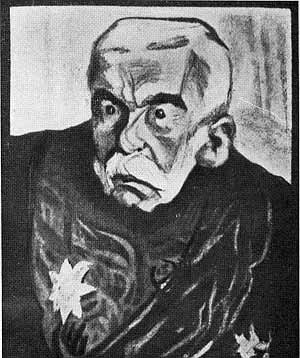
Le comte Piotr Dournovo, ministre de l'intérieur en 1906, dessin de E. Grjebine, 1905

### Premières années et éducation
Zinovi Issaïevitch Grjebine naît en 1877 dans la ville de Tchougouïev, gouvernement de Kharkov, Empire russe. Selon diverses sources, il existe une variante du nom de famille qui est Gjebene ainsi que du patronyme avec Chievitch, Ichevitch, Ovchievitch. Selon les souvenirs du peintre Ilia Répine, qui est né lui aussi à Tchougouïev, la ville était « en disponibilité, militaire, <…> au fin fond de la province, <…>, vouée au culte de l'art qui ne nourrit pas son homme ». La famille Grjebine se trouvait « dans un état de pauvreté cauchemardesque, dans un état d'ignorance », on n'y parlait pas le russe, mais le yiddish, et Zinovi Issaïevitch lui-même n'a appris à lire qu'à 13 ans. Son père a servi vingt-cinq ans dans l'armée, ce qui a valu à sa famille d'obtenir quelques avantages, mais il était interdit de séjour, comme Juif, dans la capitale de Saint-Pétersbourg. En 1890, les Grjebine ont déménagé à Odessa, et, en 1899, Zinovi est diplômé de la classe de dessin et peinture de l'école de dessin d'Odessa (en),.
Grjebine se rend ensuite à l'étranger : sa sœur Sarah Ovchieva Farbman et son mari Grigori Abramovitch étudiaient en Allemagne et en Suisse. Grjebine entre à l'école-studio Simon Hollósy à Munich dans les cours de Mstislav Doboujinski et d'Igor Grabar, dont il devient un des élèves les plus appréciés. Il part ensuite pour Paris comme élève de l'école privée d'art Anton Ažbe,.

### Début de carrière

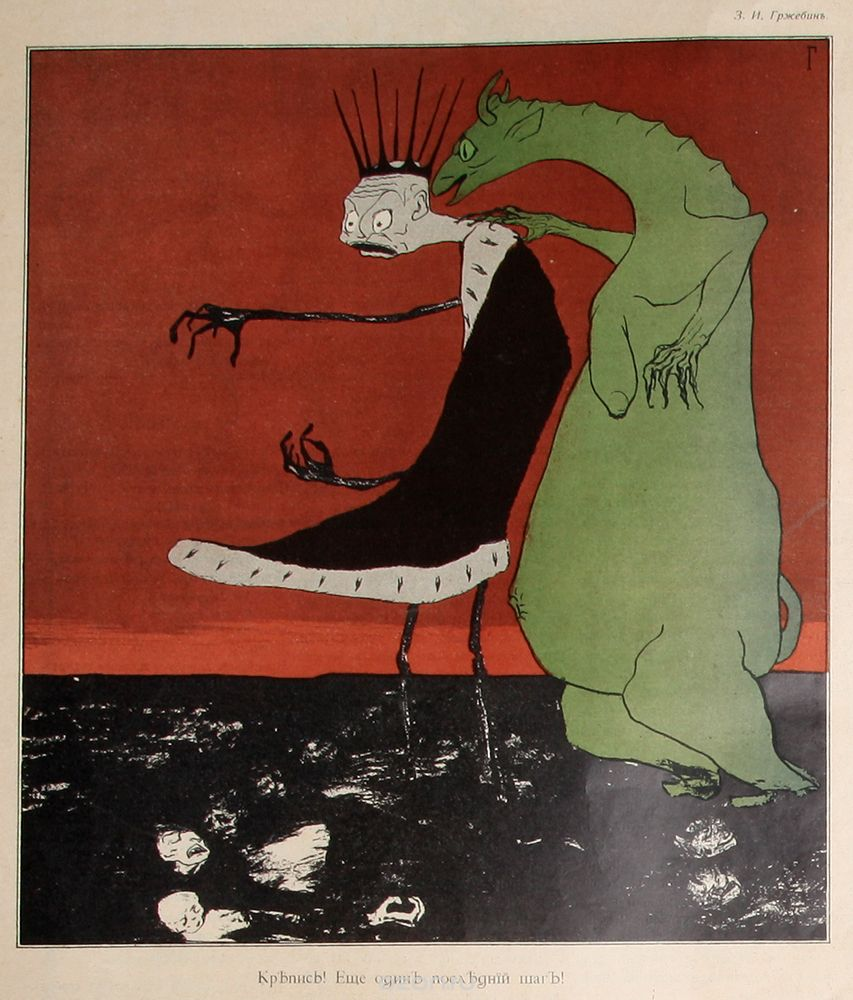
« Tenez bon! Encore un dernier pas!» (Revue Joupel № 3, 1906.), Z. Grjebine

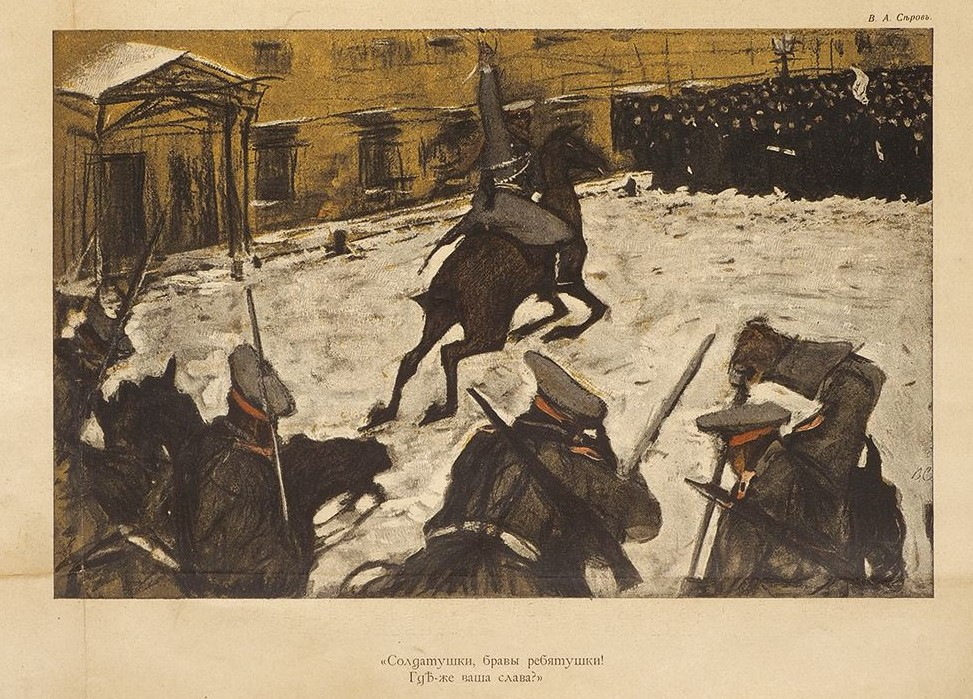
Valentin Serov, Soldats, héros, où est passée votre gloire ? : dispersion de la manifestation à Moscou, près de l'école de peinture, de sculpture et d'architecture en octobre 1905, revue Joupel

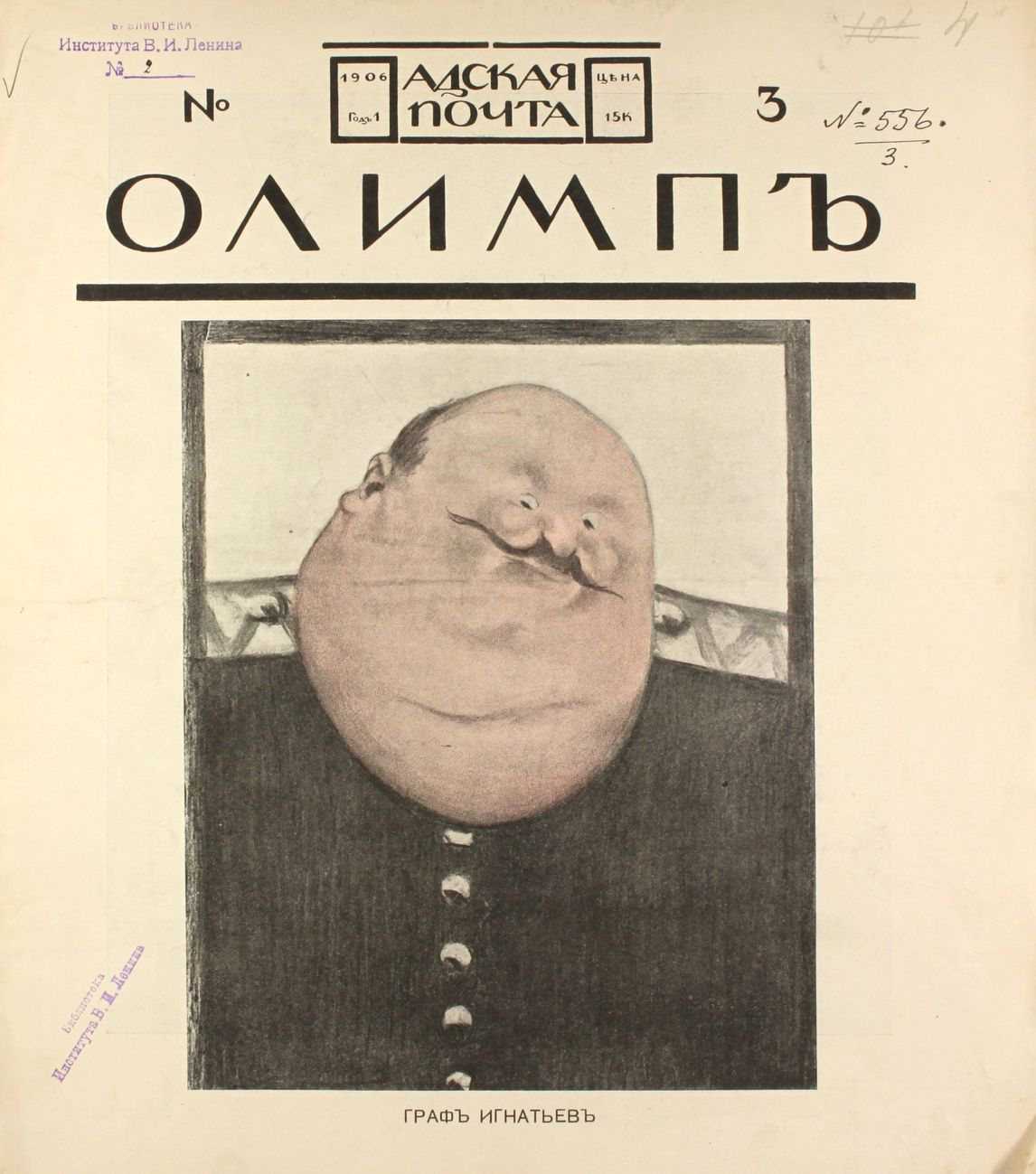
Caricature pour la revue La Poste de l'enfer, 1906

Selon les souvenirs de Korneï Tchoukovski, avec lequel Grjebine est ami durant de nombreuses années et collabore souvent, en 1905 Zinovi retourne en Russie « comme sioniste et sans un sou ». Son premier lieu de travail est la revue L'Éducation picturale avec Ignati Potapenko (ru),. Comme artiste, Grjebine n'a pas eu un succès exceptionnel, ses rares œuvres ont été saluées par la critique, mais son efficacité et son énergie exceptionnelle l'ont aidé à développer des liens d'amitiés et à se faire des relations dans le milieu littéraire de l'édition.
À la fin de l'année 1905, Grjebine fonde la revue Joupel, une publication satirique dont l'orientation antimonarchique est prononcée,. Selon les souvenirs de Mstislav Doboujinski, Grjebine s'est, à cette occasion, manifesté pour la première fois comme un véritable organisateur professionnel et « a fait de véritables miracles, en convainquant avec sa ferveur et en secouant et en réunissant sous son impulsion les gens apparemment les plus indifférents ». Le premier numéro de la revue paraît en décembre 1905 et est très apprécié des contemporains, notamment pour la haute qualité des illustrations et de la mise en page. Le succès auprès des lecteurs est également assuré par le fait que Joupel présente des œuvres à la fois de la littérature moderniste et de la littérature réaliste. Ces deux groupes rivalisaient constamment et seul Grjebine a réussi à maintenir de bonnes relations entre eux et même à les réunir dans un projet commun,.
La revue satirique Joupel a attiré l'attention des autorités et de la censure dans l'Empire russe pour ses articles pointus et ses caricatures (parmi lesquelles celles personnelles contre Nicolas II de l'aigle et le loup-garou). Grjebine est arrêté dès la sortie du premier numéro. La raison officielle de la fermeture de la revue a été la publication dans le troisième numéro de la Chanson de soldat d'Alexandre Kouprine. Dans les archives de la censure, on apprend dans une note retrouvée du ministre Piotr Dournovo du 25 décembre 1905 que le procureur a étudié l'affaire en une seule journée, puis a décidé de traduire les créateurs de la revue Joupel sur base de leur responsabilité pénale. Pendant quelque temps, Grjebine parvient à se cacher, mais il est finalement arrêté et envoyé à Vyborg dans une prison de transfert, puis de là dans la prison Kresty. En janvier 1906, la revue Joupel a cessé d'exister.
Malgré son enfermement en prison, Zinovi Issaïevitch parvient à poursuivre son travail d'édition. En 1906, il fonde la revue La Poste de l'enfer, en l'honneur de la revue homonyme de 1769 de l'époque de Catherine II. Officiellement, c'est l'artiste Eugène Lanceray qui est propriétaire de la publication, mais le travail d'édition est pratiquement entièrement réalisé par le collectif de l'ancienne revue interdite et supprimée Joupel. La Poste de l'enfer a également été superbement mis en page avec des illustrations réalisées par des artistes de Mir iskousstva. Comme la revue qui précédait, celle-ci a également été fermée par décision des autorités et le dernier numéro, le quatrième, a été saisi alors qu'il était encore en cours de réalisation chez l'imprimeur,,. C'est seulement grâce à l'intercession de Serguei Botkine (ru) et aux démarches d'amis tels que Mstislav Doboujinski et Ivan Bilibine que Grjebine a obtenu, sous caution, sa libération après huit mois d'emprisonnement,.

### Première expérience d'édition

#### Panthéon
Après la fermeture de Joupel et de La Poste de l'enfer, Grjebine est non seulement emprisonné, mais perd également son droit d'être éditeur jusqu'à l'automne 1908. C'est pourquoi son initiative suivante, l'édition de la revue Panthéon, est officiellement lancée par son beau-frère Mikhaïl Konstantinovitch Doriomedov (1885-1920). En septembre 1908, lui succèdent Alexandre Anselmovitch Roikhel (1885-1933) et Alexandre Moïssévitch Toumarkine (1885-1941). Ce n'est qu'en janvier 1910 que Grjebine en redevient officiellement éditeur avec son gendre Grigori Abramovitch Farbman,.
Panthéon paraît de 1907 à 1912 et s'est ouvert à la publication des principaux chefs-d'œuvre de la culture européenne. L'idée de créer cette édition est née de la vague germanophile et de l'intérêt renaissant pour l'antiquité dans la société russe de la première partie des années 1900. En outre, une grande partie des intellectuels étaient déçus par les idéaux révolutionnaires après la révolution russe de 1905. C'était le temps du « renforcement de la nécessité de stabilité, d'harmonie, le désir de la mesure, de la proportionnalité apollinienne (de la philosophie de Nietzsche) en opposition à l'obscurité et à l'irrationnel du monde dionysiaque ». À l'origine Panthéon était conçu pour être une revue , mais il était trop difficile et trop coûteux de la publier et c'est pourquoi Grjebine décide de s'orienter vers une publication de littérature traduite.
D'éminents lettrés ont collaboré à la revue Panthéon : le département de littérature nordique était dirigé par Jurgis Baltrušaitis (ru), celui de langue italienne par Naoum Vilenkine, celui de langue espagnole et de langue anglaise par Constantin Balmont, le département de langue russe et de langue française était dirigé par Valéri Brioussov. Tandis qu'Alexandre Benois, Ivan Bilibine, Mstislav Doboujinski, Eugène Lanceray, Nicolas Roerich et d'autres encore s'occupaient des illustrations. En 1908, la revue publie Die Ahnfrau de Franz Grillparzer, en 1909-1910 le Livre de Joram de Rudolf Borchardt (de), en 1909-1910 Peter Schlemihl d'Adelbert von Chamisso et une traduction du Cantique des Cantiques par Abram Efros (de). En tout, en 1911, la revue Panthéon publie 57 éditions complètes et toute une série de petits ouvrages tels que des catalogues, des dépliants, etc.

#### ÉditionsChipovnik
En 1906, ensemble avec Solomon Kopelman et sa sœur, Grjebine fonde une maison d'édition qu'il appelle éditions Chipovnik. Il devient rapidement un des chefs de file en la matière en Russie et gagna de la notoriété au sein de l'avant-garde du fait qu'il éditait des auteurs jeunes et peu connus et pas seulement des auteurs déjà reconnus,. Chipovnik publia 26 almanachs de littérature de fiction, et encore des cycles de recueils de littérature nordique, des livres pour enfants, des travaux de journalistes, une bibliothèque humoristique et bien plus encore,,.

#### Autres projets
En 1914, Grjebine lance une revue patriotique du nom de La Patrie (en russe : Otietchestvo), qui s'opposait clairement à la revue pacifiste Letopis dont Maxime Gorki était un des fondateurs. Cette revue Otietchestvo a paru jusqu'en 1919, et c'est chez elle qu'a été publié l'ouvrage Poèmes sur la Russie d'Alexandre Blok.
En 1916, ensemble avec Gorki, Grjebine participe à la fondation de la maison d'édition Parous (en français : voile),, et, en 1917-1918, il dirige la bureau du journal Novaïa jizn.

### Famille
Dans les années 1910, les Grjebine vivent à la maison no 7 de la rue de Tauride à Saint-Pétersbourg, et ils ont comme voisins Zinaïda Hippius et Dimitri Merejkovski. Selon les souvenirs de la fille de l'éditeur, Elena Grjebine, viennent souvent leur rendre visite : Alexeï Remizov, Georges Annenkov, Victor Chklovski, Alexandre Benois et Walter Nouvel :

« Après le thé traditionnel, toutes sortes de jeux étaient organisés, dont les adultes n'étaient pas moins amateurs que les enfants. On jouait aux charades, à cache-cache, aux gages, etc., et <…> Mikhaïl С. Farbman (1880-1933), journaliste, chef de la rédaction de la maison Panthéon, proposait des charades, montait des spectacles entiers. Un jour, en jouant à cache-cache, Victor Chklovski se dissimule sous la table. On le cherche longtemps et, quand on le trouve, c'est avec difficulté qu'il s'extirpe de sa cachette. »

Souvent Korneï Tchoukovski, qui était ami avec toute la famille, rend visite à Zinovi Grjebine et c'est en l'honneur de Lialia (Lia), la fille de Grjebine, qu'il nomme l'héroïne de son conte Le Crocodile. Dans ses mémoires, Tchoukovski se souvient de l'épouse de Grjebine, Maria Constantinovna. Il parlait d'elle comme d'une femme « douce, mince et dévouée à son mari ». Elle et Grjebine ont eu cinq enfants, trois filles (Lia, Elena et Irina), et deux garçons (Alexeï et Tovi). Tovi naît après le départ de la famille à l'étranger. Dès leur petite enfance, les filles étaient passionnées par la danse, plus tard Lia et Irina ont ouvert leur propre école de danse à Paris. Alexeï est devenu biologiste, et Tovi est devenu physicien. Elena est la seule qui a consacré sa vie à la littérature. Lia a épousé l'artiste Lazare Volovick.

### Après la révolution
La littérature révolutionnaire parue après la Révolution d'Octobre évoque Grjebine au début de sa carrière comme un sympathisant du régime. Sur recommandation d'Alexandre Benois, Grjebine est pris en compte sur la liste des personnalités culturelles qui seront invitées à travailler au sein du nouveau ministère des Beaux-Arts. En 1918, Maxime Gorki, Alexandre Nikolaïevitch Tikhonov (ru), Ivan Ladyjnikov et Grjebine fondent la maison d'édition Littérature mondiale, où ce dernier est nommé à la tête du département production-édition. Des bureaux de Littérature mondiale sont ouverts à Pétrograd, à Moscou, à Stockholm et à Berlin. En même temps, de nombreux détracteurs sont devenus plus influents, et dans la presse des articles discréditant Grjebine paraissent, portant atteinte à sa réputation.
En 1919, Grjebine ouvre une autre maison d'édition, la Maison d'édition Z. I. Grjebine, dans laquelle Maxime Gorki est nommé au poste de président du conseil de rédaction. Plus tard, les deux éditions ont reçu le surnom d'Éditions Gorki,. Après accord de Vatslav Vorovsky (ru), d'Anatoli Lounatcharski et de Lénine, le 10 janvier 1920 un accord est signé entre la maison d'édition Z. I. Grjebine et Gossizdat pour la publication de 54 titres de livres. Le papier pour l'impression, d'une valeur de 25 millions roubles devait être apporté de Finlande par Gorki. Dès avril 1920, les problèmes commencent pour Grjebine : le président de la section de Pétrograd de Gossizdat, Ilia Ionov, refuse de délivrer les textes d'auteurs classiques, qui étaient déjà arrivés au Commissariat du peuple à l'Éducation d'où par contrat ils devaient être transmis pour impression aux éditions de Zinovi Issaïevitch. Ce n'est que sur demande expresse de Gorki à Lénine que ce dernier a ordonné à Ilia Ionov de délivrer les manuscrits,.
Après la révolution, l'impression de livres en Russie s'est pratiquement arrêtée ; dans tout le pays, il n'y avait plus ni matériel d'imprimerie, ni typographes, ni papier, ni carburant. En même temps, le pouvoir avait besoin de littérature à la fois pour les activités de propagande et pédagogiques, et il y avait aussi pénurie de livres scolaires. Grjebine donne alors à Gorki l'idée suivante : ouvrir une filiale de maison d'édition en Allemagne et y imprimer des livres puis les apporter en Russie en nombre suffisant. En mai 1920, se réunit une commission spéciale composée de représentants du Soviet des commissaires du peuple de la RSFS de Russie, du ministère du commerce extérieur de la RSFS de Russie, de l'association publique d'édition de livres et magazines, et d'autres ministères pour discuter de la possibilité de fournir à la maison d'édition Z. I. Grjebine les moyens d'imprimer des livres à l'étranger. Les opposants à l'attribution de subsides de l'État étaient nombreux : Leonid Krassine affirme que « par manque de fonds, on est obligé de refuser aux infirmeries et aux orphelinats du lait concentré et des médicaments ». Le chef de l'appareil administratif et technique de Gossizdat était Samuel Zaks (ru), qui travaillait déjà chez Grjebine aux éditions Chipovnik et éprouvait une forte antipathie pour Grjebine. Samuel Zaks (que Gorki appelait le célèbre ogre mangeur de Grjebine) a développé beaucoup d'efforts pour bloquer les plans de la nouvelle maison d'édition. Entre autres choses, Grjebine a été accusé d'avoir délibérément gonflé des prix de publications destinées à la Russie. En fin de compte, Grjebine a imprimé les livres par ses propres moyens financiers puis a essayé pendant deux ans d'obtenir le paiement du prix par Gossizdat. Après de nombreux atermoiements, le prix lui a finalement été versé pour partie. La qualité des livres et le travail fourni a été jugé d'un niveau très élevé. Lénine, qui sympathisait avec Gorki et, à travers lui, avec Grjebine, décide alors de continuer à travailler avec Zinovi Grjebine,,.

### Émigration
En septembre 1921, les premiers grands lots de papier sоnt arrivés, les travailleurs typographes de l'Armée rouge ont été démobilisés et les activités des maisons d'édition soviétiques ont commencé à s'améliorer. Dès le mois suivant, le soviet des commissaires du peuple décide de réaliser toutes les impressions uniquement en Russie et de se passer de tous les organes d'édition étrangers, à l'exception de ceux qui utilisent des procédés de technologie avancée. Ceci résulte d'une ordonnance du Soviet du travail et de la défense (en). Dans ces conditions, l'activité de Littérature mondiale de Gorki perdait tout son sens,.
Grjebine et sa famille quittent la Russie en même temps que Maxime Gorki à la mi-octobre 1921. L'autorisation de départ est obtenue après l'établissement d'un rapport établi par Zinovi Grjebine lui-même, dans lequel il explique les raisons du choix du pays de destination (l'Allemagne) et la raison du départ, c'est-à-dire l'organisation d'une maison d'édition de littérature russe en Allemagne. À cette époque, l'économie allemande n'est pas encore remise des conséquences de la Première Guerre mondiale, les taxes et le coût de la production pour l'exportation sont faibles, le cours des monnaies est instable. En outre, le processus d'impression des livres en russe est parfaitement au point depuis les années d'avant-guerre, il y a beaucoup d'imprimeurs et de typographes russophones en Allemagne,.
Après avoir passé deux semaines en Finlande, les Grjebine se rendent en Suède, puis à Berlin,. À Berlin au 27, Lützowstraße, Grjebine fonde une filiale de sa maison d'édition privée. Une partie des fonds nécessaires lui est prêtée par une société allemande et le reste est investi grâce à ses propres économies qu'il a réussi à sortir de Russie.
À partir de 1922 jusqu'à octobre 1923, la maison d'édition berlinoise de Grjebine publie 225 livres en langue russe : des classiques, des auteurs contemporains, de la poésie, des travaux scientifiques parmi lesquels les cinq tomes d'Orest Chwolson sur la physique, Tectologie d'Alexandre Bogdanov et Olga Dobiach-Rojdestvenskaïa (ru). À la fin 1923, Grjebine organise une exposition au cours de laquelle il présente les livres publiés au cours des deux années précédentes. Selon les souvenirs d'Éléna Grjebine, cet évènement attire tout le Berlin russe et obtient un grand succès.

### Coordination avec Gossizdatom
Le 24 juin 1922, Grjebine conclut un accord avec la représentation commerciale de la République socialiste fédérative soviétique de Russie pour l'impression de 54 titres de livres et un volume important de documents auxiliaires tels que des tracts, des cartes ou des manuels scolaires. Une partie de la production d'ouvrages artistiques est extraite de manuscrits que Grjebine a achetés par ses fonds propres pendant la période post-révolutionnaire. Comme le gouvernement soviétique refuse de couvrir les frais d'impression en Allemagne et n'accepte que le paiement des produits, Grjebine investit dans l'impression 30 millions de marks-or,,.
Dans une de ses lettres de février 1923, Grjebine décrit son travail de l'année précédente comme suit :

« Je suis prêt à imprimer de Lénine à Choulgine et encore plus à droite ; si c'est talentueux et véridique (ou plutôt, sincère <…>) Je suis complètement indépendant et j'imprime ce que je trouve nécessaire. Je ne peux pas me détacher de la Russie et je veux que mes livres arrivent en Russie … »

Mais en 1923, l'agence commerciale de l'État résilie unilatéralement le contrat conclu avec la maison d'édition Grjebine et les autorités soviétiques interdisent l'importation de toutes les publications en russe. Selon une étude de Vladislav Khodassevitch, cette résiliation était une action délibérée et mûrement réfléchie visant à ruiner les maisons d'édition étrangères en russe :

« Il s'agissait en réalité d'une provocation : Moscou voulait forcer les éditeurs étrangers à se lancer dans des dépenses importantes pour l'immense marché intérieur russe, puis leur fermer la frontière et détruire ces maisons d'éditions. C'est ainsi que cela se passa : plusieurs maisons d'éditions berlinoises ont sauté sur cette mine. Avec l'éditeur Grjebine, les Russes ont été encore plus insidieux : on lui a donné des commandes fermes pour certains livres, y compris pour des manuels scolaires et des ouvrages classiques. L'éditeur a investi tous ses fonds pour ces commandes, mais on ne lui a pas pris ces livres, et il a été complètement ruiné. Mais <…> ces méthodes n'ont été révélées que plus tard. »

En mai 1923, un procès a lieu à Berlin pour violation d'un contrat entre la représentation commerciale de la Russie et Grjebine. Le procès-verbal de la réunion avec la signature des membres du jury et du président des experts, le professeur russo-allemand Fiodor Braun (ru) a été conservé. Le tribunal condamne l'agence de représentation commerciale à payer les coûts et dépens à Grjebine. Mais, en fait, ce dernier n'a jamais été payé et il n'a pas réussi à réaliser les tirages publiés en russe,,.

### Dernières années
Le 6 octobre 1923, Grjebine quitte Berlin et s'installe avec toute sa famille à Paris, où il tente une nouvelle fois d'ouvrir une maison d'édition. Il continue à avoir une correspondance abondante avec de nombreux amis et collègues, leur proposant divers projets. Dans la presse, la campagne visant à discréditer Grjebine et son travail se poursuit. En 1924, dans l'édition parisienne Journal russe est publié un article anonyme accusant Grjebine d'espionnage au profit du pouvoir soviétique et de tentatives de faire fortune avec l'argent des bolchéviks. De nombreux amis de Grjebine et même l'union des éditeurs russes de Berlin lui ont envoyé des lettres de soutien et ont pris part à la polémique dans la presse en tentant de restaurer la réputation de l'éditeur face aux articles qui lui étaient hostiles et diffamatoires. Mais ce n'est qu'au bout d'un an que le Journal russe publie un démenti de ses premières assertions.
À la fin de l'année 1924, Grjebine se rend à Berlin pour tenter d'obtenir le paiement qu'il avait obtenu en justice de la part de la représentation commerciale de la Russie. Mais ses tentatives n'aboutissent pas. Il retourne à Paris et essaie de mettre sur pied une nouvelle maison d'édition simplement en achetant de nouveaux manuscrits. Sa santé est minée par le stress et par sa maladie cardiaque qui s'aggrave, ses moyens d'existence sont réduits à quasiment rien. Par le représentant plénipotentiaire de la RSFSR en France, Valerian Dovgalevski (ru), il obtient un montant de 200-300 dollars US pour l'édition de récits de Gorki dont il détenait déjà lui-même les droits. Après des années de luttes infructueuses pour recommencer à travailler dans l'édition, il meurt à Paris, le 4 février 1929, d'une rupture d'anévrisme. Sa famille, c'est-à-dire son épouse, ses cinq enfants et sa belle-mère vivent durant de nombreuses années dans la pauvreté, confrontés au remboursement d'énormes dettes,,.

## Épisodes de sa vie et appréciation des contemporains
Quand en 1916 Grjebine est appelé dans l'armée en période de guerre, pour obtenir un sursis il demande l'aide de Korneï Tchoukovski et s'adresse aussi à l'ambassadeur britannique George Buchanan (ru). Constantin Somov intervient dans les négociations au sujet de ce sursis, mais qualifiait Grjebine de petit gredin et de voleur, prétendant qu'il avait volé ses honoraires. Ce n'est que grâce à Tchoukovksi, qui était convaincu de l'innocence de son ami Grjebine, que finalement Grjebine est dispensé de service militaire. Dans les souvenirs de Tchoukovski, Grjebine reste : « l'une des personnalités les plus attirantes  que j'ai rencontrées dans ma vie. Sa lourdeur d'éléphant, sa peau épaisse, <…>, son incapacité à participer à des discussions intellectuelles, tout cela me plaisait chez lui. Il était en face de vous comme dans la paume de votre main et cela aussi me disposait bien à son égard. »
Leonid Andreïev rappelle qu'il aimait lire ses œuvres à Grjebine. Il écoutait « somnolent, silencieux, mais quand quelque chose lui plaisait, il commençait par renifler l'air comme s'il sentait un steak ». Et alors Andreïev savait que cet extrait qu'il lisait était réussi. Doboujinski se souvient de Grjebine comme d'un homme « d'une exceptionnelle gentillesse et attentif aux autres », un véritable « poète des affaires ». Même ceux avec lesquels Grjebine entretenait des relations tendues reconnaissaient son talent commercial et d'éditeur et sa capacité de travail exceptionnelle,.
Dimitri Merejkovski et Zinaïda Hippius parlent plus négativement de Grjebine. Zinaïda Hippius le décrit ainsi : « Parasite par nature et maraudeur des milieux intellectuels. Il côtoyait toujours toutes sortes d'entreprises littéraires, de maisons d'édition, et parfois cela lui réussissait, mais en général il n'avait pas cette chance. » Hippius accusait également Grjebine d'avoir littéralement acheté ses manuscrits pour quelques morceaux de pain, et Merejkovski quant à lui le traitait de « lourdaud » et de « parasite littéraire », qui a acheté « pour des clous toute la littérature russe ». Dans une lettre ouverte parue dans Le Livre russe, Grjebine réfute ces jugements et signale que Hippius ne lui a jamais donné ses manuscrits et que Merejkovski a reçu durant l'année 1918 une somme équivalant à 15 000 roubles en livres sterling pour Œuvres choisies, et que Merejkovski a immédiatement commencé à revendre ses œuvres à d'autres maisons d'édition, au mépris des conditions du contrat qui les liait,.
On sait qu'en 1918 Grjebine a remis à Maxime Gorki une somme de 30 000 roubles provenant de ses fonds personnels et, qu'à cette fin, un voyage discret a été organisé chez le grand-duc Gabriel Constantinovitch de Russie et son épouse. Tout cela alors que, cinq années plus tard, après son émigration, la famille Grjebine s'est retrouvée sans moyens de subsistance,,.
Le 20 novembre 1919, Maxime Gorki, en signe de reconnaissance pour ses nombreuses années d'amitié, a offert ses droits littéraires sur ses propres Histoires choisies, ce qui impliquait les droits sur toutes les rééditions ultérieures. À Paris, en 1928, Grjebine apprend que Gorki avait fait publier ces Histoires choisies chez Gossizdat en Russie. À plusieurs des lettres de son ancien ami, Gorki ne répond pas, mais après avoir fait intervenir des tiers, Grjebine obtient de Gorki l'offre de payer les droits en roubles. Grjebine, « dans une situation désespérée », accepte de renoncer à ses droits sur le livre en échange d'un paiement forfaitaire en dollars. Le paiement de Gorki n'est toutefois arrivé qu'à la fin de l'année 1929, c'est-à-dire après la mort de l'éditeur en février 1929,.